# Фризские острова
Фри́зские острова (Фрисла́ндские, Ва́ттовые острова) (нидерл. Waddeneilanden, нем. Friesischen Inseln, дат. Vadehavsøer) — архипелаг на северо-западе Европы в Северном море. Острова пролегают цепочкой вдоль побережья трёх стран с запада на восток на протяжении более 250 километров, отгораживая от Северного так называемое Ваттовое море. Острова включены в состав территории Нидерландов, Германии и Дании.
Архипелаг получил своё название от Фризии, вдоль территории которой он расположен. Фризия являлась местом жительства фризского народа.

## География

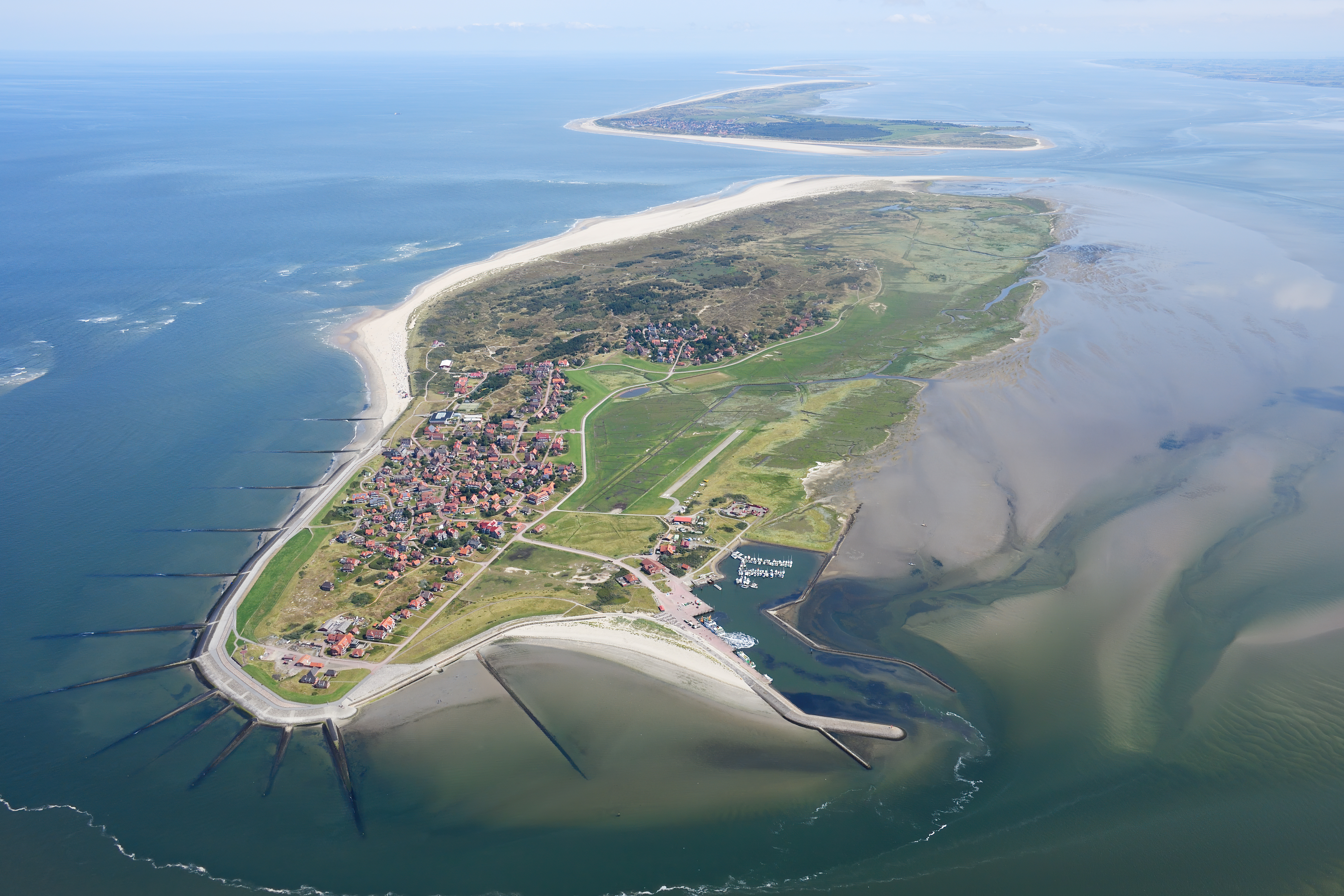
Вид на Бальтрум

Острова имеют дюнное происхождение. Находятся в приливно-отливной зоне Северного моря.
В зоне островов располагаются устья многих полноводных рек Европы: Эльба, Эмс, Везер. Вдоль островов проходят важные транспортные морские пути.

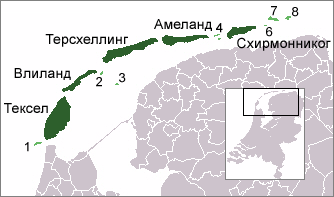
Западно-Фризские острова

Восточно-Фризские острова

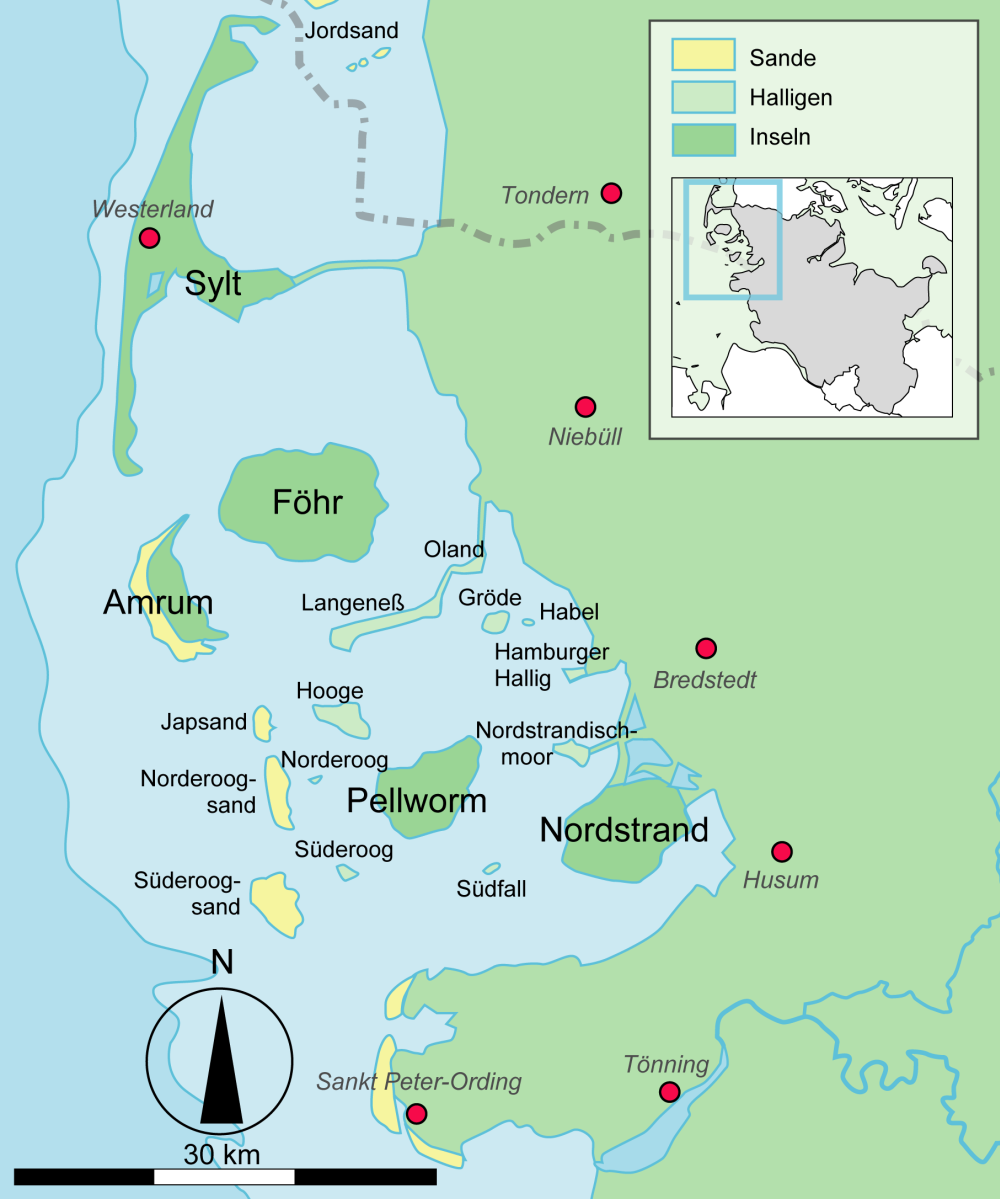
Северо-Фризские острова

Острова разделяются на:
- Западно-Фризские острова
- Восточно-Фризские острова
- Северо-Фризские острова

### Нидерланды

#### Западно-Фризские острова

##### Обитаемые
- Тексел
- Влиланд
- Терсхеллинг
- Амеланд
- Схирмонниког

##### Необитаемые
- Нордерхакс
- Рихел
- Гринд
- Риф
- Энгелсманплат
- Симонсзанд
- Роттюмерплат
- Роттюмерог
- Зёйдердёйнтьес

Площадь островов — 405,2 км², население 23 872 человек.

### Германия

#### Восточно-Фризские острова

##### Обитаемые
- Боркум
- Юст
- Нордерней
- Бальтрум
- Лангеог
- Шпикерог
- Вангероге

##### Необитаемые
- Kachelotplate
- Lütje Hörn
- Меммерт
- Minsener Oog
- Меллум

#### Северо-Фризские острова

##### Обитаемые
- Пелльворм
- Neuwerk
- Нордштранд
- Амрум
- Фёр
- Зильт
- Халлиген
  - Лангенес
  - Хоге
  - Грёде
  - Нордштрандишмор
  - Оланд
  - Зюдерог
  - Зюдфалль

##### Необитаемые
- Großer Knechtsand
- Nigehörn
- Scharhörn
- Trischen
- Tertius
- Blauort
- Süderoogsand
- Norderoogsand
- Japsand
- Халлиген
  - Хабель
  - Хамбургер-Халлиг
  - Нордерог

Площадь островов принадлежащих Германии — 448,52 км², население 53 296 человек.

### Дания

#### Северо-Фризские острова

##### Обитаемые
- Рёмё
- Маннё
- Фанё

##### Необитаемые
- Koresand
- Langli
- Jordsand

Площадь островов принадлежащих Дании — 193,8 км², население 4173 человек.